# غلامرضا هدایت
میرزا غلامرضا خان هدایت (۱۲۵۰خ - ۱۳۲۹خ) ملقب به مخبرالدوله معاون وزیر پست و تلگراف در دوره قاجار و حاکم همدان، بوشهر و اراک در دوره رضاشاه پهلوی بود.
پدرش حسینقلی خان مخبرالدوله و پدربزرگش علی‌قلی خان مخبرالدوله بنیانگذاران تلگراف در ایران بودند و سالها اداره شبکه تلگراف کشور و وزارت پست و تلگراف را بر عهده داشتند. پدرپدربزرگش رضاقلی خان هدایت از شخصیتهای ادبی دوره قاجار و خزانه دار فتحعلی شاه قاجار بود.
غلامرضا خان پس از تحصیل در اروپا وارد کار در وزارت پست و تلگراف شد. پس از درگذشت پدرش در ۱۲۹۶ خورشیدی لقب مخبرالدوله گرفت و تا معاونت و سرپرستی این وزارتخانه پیش رفت. پس از آنکه وحیدالملک شیبانی در ۲۷ خرداد ۱۳۰۰ وزارت پست و تلگراف را در دولت قوام‌السلطنه به عهده گرفت، مخبرالدوله را برکنار کرد. این برکناری باعث اعتراض در مجلس شد. سیدمحمد تدین نماینده تهران، علت این برکناری را مخالفت مخبرالدوله با ادامه کار مسیو مولیتر مستشار بلژیکی وزارت پست و تلگراف عنوان کرد و وحیدالملک را در مجلس مورد سؤال قرار داد.
مخبرالدوله در اوائل سلطنت رضاشاه به کار برگردانده شد و به حکومت همدان، بوشهر و بنادر جنوب و اراک رسید.
مخبرالدوله با دختر عمه‌اش ابتهاج‌الملوک دختر میرزا اسماعیل‌خان اعتبارالسلطنه ازدواج کرد. غلامعلی مخبرالملک هدایت، ارتشبد عبدالله هدایت رئیس ستاد ارتش و نخستین نظامی که در ایران به ارتشبدی رسید و خسرو هدایت معاون سپهبد زاهدی نخست‌وزیر و سفیر ایران در بلژیک، واتیکان و مقر اروپایی سازمان ملل در ژنو پسران او بودند. یک دختر نیز به نام فرخنده داشت که با سرلشکر عیسی هدایت ازدواج کرد و مادر جهانگیر هدایت است.